# ロサリオ級砲艦

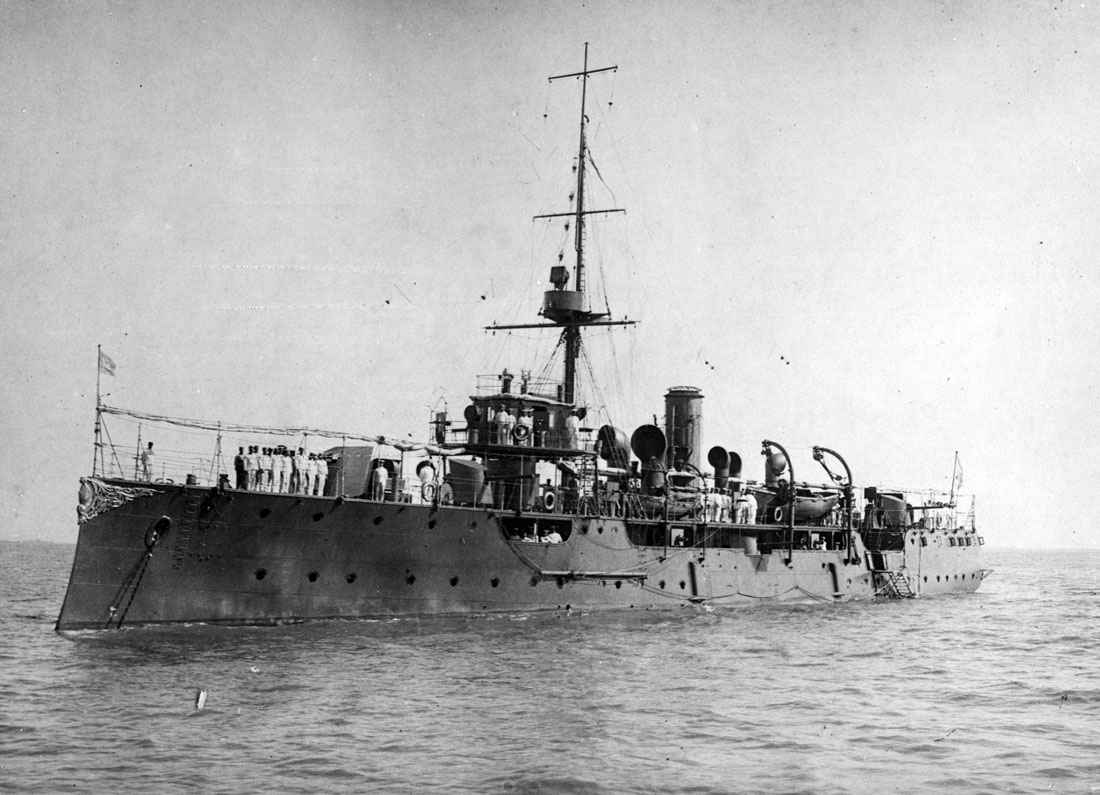
「ロサリオ」

ロサリオ級はアルゼンチン海軍の河用砲艦の艦級。「ロサリオ（Rosario）」と「パラナ（Parana）」の2隻が建造された。
1907年6月にアームストロング社に2隻が発注されたもので、ともにエルジック造船所で建造された。「ロサリオ」は1907年8月21日に起工され、1908年7月8日（7月27日）に進水し、1909年6月15日（8月7日）に竣工。「パラナ」は1907年9月16日に起工され、1908年4月28日に進水し、1909年6月8日（1908年8月8日）に竣工した。建造費は1隻あたり81,445ポンドであった。「ロサリオ」は1959年12月4日に、「パラナ」は1958年8月28日に売却された。
排水量1000T(tons)、公試1055T(tons)、または満載1055T(tons)、軽荷709T(tons)。全長250フィート9インチ（76.2m）、垂線間長240フィート（73.1m）、幅32フィート（9.9m）、吃水7フィート（2.13m）、艦中央部の乾舷6フィート7インチ、または全長250フィート6インチ（76.4m）、幅32フィート2インチ（9.8m）。
ヴィッカース製直立3段膨張機関2基、ヤーロー水管缶2基、2軸推進。出力1650IHPで15ノット、または1300shpで14.5ノット。
装甲は機関部の側面上面がクルップ鋼で3インチ、弾薬庫前後及び上面がニッケル鋼で2インチ、機関部の上の甲板が4インチ、艦前後の隔壁が1と1/2インチ。または艦中央部の舷側4インチ（102mm）、甲板1と1/2インチから1インチ（38mmから25mm）、司令塔3インチ（76mm）。
兵装は13口径6インチ（152mm）榴弾砲2門、50口径3インチ（76mm、12ポンド）速射砲6門、12口径75mm上陸砲4門、機関砲8門。